# Desarrollo colaborativo de software
El Desarrollo colaborativo de software es un modelo de desarrollo de software cuyas bases son la disponibilidad pública del código y la comunicación vía Internet. Este modelo se hizo popular a raíz de su uso para el desarrollo de Linux en 1991.

## Modelo y software libre
Este modelo es el dominante en el desarrollo de software libre porque comparten principios comunes y no se oculta ninguna fase de su desarrollo. Esta relación la analiza Eric Raymond en su libro The Cathedral and the Bazaar.

## Revisión por pares
Gracias a la difusión del acceso a Internet es posible la revisión por pares masiva, como dice Raymond en su Ley de Linux: muchos ojos mirando un código ven todos sus fallos. Sin embargo existen opiniones contrarias